# Diànoia
La diànoia (en grec διάνοια) és un terme grec que sol traduir-se com "raó discursiva" i que remet a la capacitat de la raó per obtenir coneixements mitjançant la progressió de les premisses a una conclusió que en deriva necessàriament; el coneixement obtingut mitjançant causes i principis.
En aquest sentit, la diànoia o raonament discursiu s'oposa a la nous, compresa com aquella capacitat de la raó d'intuir de forma immediata el coneixement, dels primers principis del coneixement, si i només si, és de la realitat immediata, en el cas d'Aristòtil, o de les idees tractant-se de Plató. En els desenvolupaments filosòfics posteriors aquesta oposició entre diànoia i nous es reflecteix en l'oposició entre enteniment i raó, respectivament.